# 푸일

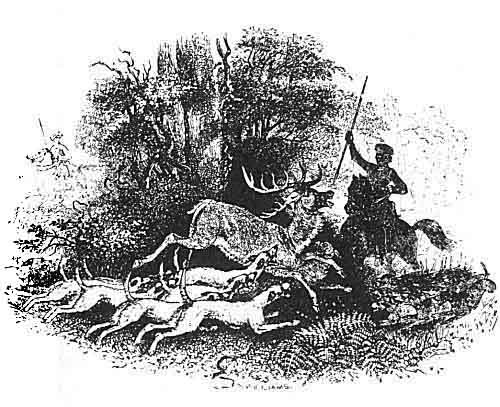

푸일(웨일스어: Pwyll [puiɫ])은 웨일스 신화와 문학에 등장하는 저명한 인물이다. 더베드 왕국의 귀족, 리하논의 남편, 영웅 프러데리 밥 푸일의 아버지이다. 마비노기의 네 가지의 첫 가지인 더베드의 왕 푸일의 (작품명과 동일한) 영웅이다.